# Ciclismo nos Jogos Paralímpicos de Verão de 2012
As competições de ciclismo nos Jogos Paralímpicos de Verão de 2012 foram disputadas entre os dias 30 de agosto e 8 de setembro. As competições de pista foram disputadas no Velódromo de Londres na capital britânica. As competições de estrada foram realizadas no Circuito de Brands Hatch, no condado de Kent.
O ciclismo paralímpico é disputado por atletas com diversas deficiências, como a cegueira, paralisia cerebral ou amputações. Os atletas são divididos em 4 classes:
B: Atletas com deficiência visual, que competem em uma bicicleta tandem, uma bicicleta com dois assentos. Um ciclista com a visão normal, chamado de piloto, vai no banco da frente;
H1-4: Atletas com paralisia cerebral, lesão medular, ou amputações severas que os impeçam de usar uma bicicleta padrão. Eles competem usando uma handbike, triciclo que pode ser movido pelas mãos;
T1-2: Atletas com alguma deficiência que possam afetar o equilíbrio corporal. Competem usando um triciclo.
C1-5: Atletas deficiências que afetam os braços, pernas ou tronco, mas que são capazes de usarem uma bicicleta padrão.

## Medalhistas

### Estrada
Masculino
| Evento                           | Ouro                                                        | Prata                                                | Bronze                                                      |
| -------------------------------- | ----------------------------------------------------------- | ---------------------------------------------------- | ----------------------------------------------------------- |
| Corrida em estrada B detalhes    | Ivano Pizzi Lucca Pizzi (piloto) ITA Itália                 | Krzysztof Kosikowski Artur Korc (piloto) POL Polônia | Vladislav Janovjak Róbert Mitošinka (piloto) SVK Eslováquia |
| Corrida em estrada H1 detalhes   | Mark Rohan IRL Irlanda                                      | Tobias Fankhauser SUI Suíça                          | Wolfgang Schattauer AUT Áustria                             |
| Corrida em estrada H2 detalhes   | Walter Ablinger AUT Áustria                                 | Jean-Marc Berset SUI Suíça                           | Vittorio Podestà ITA Itália                                 |
| Corrida em estrada H3 detalhes   | Rafał Wilk POL Polônia                                      | Vico Merklein GER Alemanha                           | Joël Jeannot FRA França                                     |
| Corrida em estrada H4 detalhes   | Alessandro Zanardi ITA Itália                               | Ernst van Dyk RSA África do Sul                      | Wim Decleir BEL Bélgica                                     |
| Corrida em estrada C1-3 detalhes | Roberto Bargna ITA Itália                                   | Steffen Warias GER Alemanha                          | David Nicholas AUS Austrália                                |
| Corrida em estrada C4-5 detalhes | Yegor Dementyev UKR Ucrânia                                 | Liu Xinyang CHN China                                | Michele Pittacolo ITA Itália                                |
| Contra o relógio B detalhes      | Christian Venge David Llaurado Caldero (piloto) ESP Espanha | Ivano Pizzi Lucca Pizzi (piloto) ITA Itália          | James Brown Damien Shaw (piloto) IRL Irlanda                |
| Contra o relógio H1 detalhes     | Mark Rohan IRL Irlanda                                      | Koby Lion ISR Israel                                 | Wolfgang Schattauer AUT Áustria                             |
| Contra o relógio H2 detalhes     | Heinz Frei SUI Suíça                                        | Walter Ablinger AUT Áustria                          | Vittorio Podestà ITA Itália                                 |
| Contra o relógio H3 detalhes     | Rafał Wilk POL Polônia                                      | Nigel Barley AUS Austrália                           | Bernd Jeffre GER Alemanha                                   |
| Contra o relógio H4 detalhes     | Alessandro Zanardi ITA Itália                               | Norbert Mosandl GER Alemanha                         | Oscar Sanchez USA Estados Unidos                            |
| Contra o relógio C1 detalhes     | Michael Teuber GER Alemanha                                 | Mark Colbourne GBR Grã-Bretanha                      | Li Zhang Yu CHN China                                       |
| Contra o relógio C2 detalhes     | Tobias Graf GER Alemanha                                    | Liang Guihua CHN China                               | Maurice Eckhard Tió ESP Espanha                             |
| Contra o relógio C3 detalhes     | David Nicholas AUS Austrália                                | Joseph Berenyi USA Estados Unidos                    | Masaki Fujita JPN Japão                                     |
| Contra o relógio C4 detalhes     | Jiří Ježek CZE República Checa                              | Carol-Eduard Novak ROU Romênia                       | Jiří Bouška CZE República Checa                             |
| Contra o relógio C5 detalhes     | Yegor Dementyev UKR Ucrânia                                 | Liu Xinyang CHN China                                | Michael Gallagher AUS Austrália                             |

Feminino
| Evento                           | Ouro                                                   | Prata                                                    | Bronze                                                 |
| -------------------------------- | ------------------------------------------------------ | -------------------------------------------------------- | ------------------------------------------------------ |
| Corrida em estrada B detalhes    | Robbi Weldon Lyne Bessette (piloto) CAN Canadá         | Josefa Benítez Guzmán Maria Noriega (piloto) ESP Espanha | Kathrin Goeken Kim van Dijk (piloto) NED Países Baixos |
| Corrida em estrada H1-3 detalhes | Marianna Davis USA Estados Unidos                      | Monica Bascio USA Estados Unidos                         | Rachel Morris GBR Grã-Bretanha                         |
| Corrida em estrada H4 detalhes   | Andrea Eskau GER Alemanha                              | Laura de Vaan NED Países Baixos                          | Dorothee Veith GER Alemanha                            |
| Corrida em estrada C1-3 detalhes | Zeng Sini CHN China                                    | Denise Schindler GER Alemanha                            | Allison Jones USA Estados Unidos                       |
| Corrida em estrada C4-5 detalhes | Sarah Storey GBR Grã-Bretanha                          | Anna Harkowska POL Polônia                               | Kelly Crowley USA Estados Unidos                       |
| Contra o relógio B detalhes      | Kathrin Goeken Kim van Dijk (piloto) NED Países Baixos | Phillipa Gray Laura Thompson (piloto) NZL Nova Zelândia  | Catherine Walsh IRL Irlanda                            |
| Contra o relógio H1-2 detalhes   | Marianna Davis USA Estados Unidos                      | Karen Darke GBR Grã-Bretanha                             | Ursula Schwaller SUI Suíça                             |
| Contra o relógio H3 detalhes     | Sandra Graf SUI Suíça                                  | Monica Bascio USA Estados Unidos                         | Svetlana Moshkovich RUS Rússia                         |
| Contra o relógio H4 detalhes     | Andrea Eskau GER Alemanha                              | Dorothee Vieth GER Alemanha                              | Laura de Vaan NED Países Baixos                        |
| Contra o relógio C1-3 detalhes   | Allison Jones USA Estados Unidos                       | Tereza Diepoldová CZE República Checa                    | Zeng Sini CHN China                                    |
| Contra o relógio C4 detalhes     | Megan Fisher USA Estados Unidos                        | Susan Powell AUS Austrália                               | Marie-Claude Molnar CAN Canadá                         |
| Contra o relógio C5 detalhes     | Sarah Storey GBR Grã-Bretanha                          | Anna Harkowska POL Polônia                               | Kelly Crowley USA Estados Unidos                       |

Misto
| Evento                                | Ouro                                                           | Prata                                                              | Bronze                                                 |
| ------------------------------------- | -------------------------------------------------------------- | ------------------------------------------------------------------ | ------------------------------------------------------ |
| Corrida em estrada T1-2 detalhes      | David Stone GBR Grã-Bretanha                                   | Giorgio Farroni ITA Itália                                         | David Vondráček CZE República Checa                    |
| Contra o relógio T1-2 detalhes        | Carol Cooke AUS Austrália                                      | Hans-Peter Durst GER Alemanha                                      | David Stone GBR Grã-Bretanha                           |
| Revezamento por equipes H1-4 detalhes | Marianna Davis Oscar Sanchez Matthew Updike USA Estados Unidos | Alessandro Zanardi Vittorio Podestá Francesca Fenocchio ITA Itália | Jean-Marc Berset Ursula Schwaller Heinz Frei SUI Suíça |

### Pista
Masculino
| Evento                         | Ouro                                                   | Prata                                                                          | Bronze                                                                |
| ------------------------------ | ------------------------------------------------------ | ------------------------------------------------------------------------------ | --------------------------------------------------------------------- |
| Contra o relógio B detalhes    | Neil Fachie Barney Storey (piloto) GBR Grã-Bretanha    | José Enrique Porto Lareo José Antonio Villanueva Trinidad (piloto) ESP Espanha | Rinne Oost Patrick Bos (piloto) NED Países Baixos                     |
| Contra o relógio C1-3 detalhes | Li Zhang Yu CHN China                                  | Mark Colbourne GBR Grã-Bretanha                                                | Tobias Graf GER Alemanha                                              |
| Contra o relógio C4-5 detalhes | Alfonso Cabello ESP Espanha                            | Jon-Allan Butterworth GBR Grã-Bretanha                                         | Liu Xinyang CHN China                                                 |
| Perseguição B detalhes         | Kieran Modra Scott McPhee (piloto) AUS Austrália       | Bryce Lindores Sean Finning (piloto) AUS Austrália                             | Miguel Ángel Clemente Solano Diego Javier Muñoz (piloto) ESP Espanha  |
| Perseguição C1 detalhes        | Mark Colbourne GBR Grã-Bretanha                        | Li Zhang Yu CHN China                                                          | Rodrigo Fernando López ARG Argentina                                  |
| Perseguição C2 detalhes        | Liang Guihua CHN China                                 | Tobias Graf GER Alemanha                                                       | Laurent Thirionet FRA França                                          |
| Perseguição C3 detalhes        | Joseph Berenyi USA Estados Unidos                      | Shaun McKeown GBR Grã-Bretanha                                                 | Darren Kenny GBR Grã-Bretanha                                         |
| Perseguição C4 detalhes        | Carol-Eduard Novak ROU Romênia                         | Jiří Ježek CZE República Checa                                                 | Jody Cundy GBR Grã-Bretanha                                           |
| Perseguição C5 detalhes        | Michael Gallagher AUS Austrália                        | Jon-Allen Butterworth GBR Grã-Bretanha                                         | Xinyang Liu CHN China                                                 |
| Velocidade B detalhes          | Anthony Kappes Craig Maclean (piloto) GBR Grã-Bretanha | Neil Fachie Barney Storey (piloto) GBR Grã-Bretanha                            | José Enrique Porto Lareo José Antonio Villanueva (piloto) ESP Espanha |

Feminino
| Evento                               | Ouro                                                     | Prata                                                | Bronze                                                  |
| ------------------------------------ | -------------------------------------------------------- | ---------------------------------------------------- | ------------------------------------------------------- |
| Contra o relógio 500 m C1-3 detalhes | He Yin CHN China                                         | Alyda Norbruis NED Países Baixos                     | Jayme Paris AUS Austrália                               |
| Contra o relógio 500 m C4-5 detalhes | Sarah Storey GBR Grã-Bretanha                            | Jennifer Schuble USA Estados Unidos                  | Ruan Jianping CHN China                                 |
| Contra o relógio 1 km B detalhes     | Felicity Johnson Stephanie Morton (piloto) AUS Austrália | Aileen McGlynn Helen Scott (piloto) GBR Grã-Bretanha | Phillipa Gray Laura Thompson (piloto) NZL Nova Zelândia |
| Perseguição B detalhes               | Phillipa Gray Laura Thompson (piloto) NZL Nova Zelândia  | Catherine Walsh Francine Meehan (piloto) IRL Irlanda | Aileen McGlynn Helen Scott (piloto) GBR Grã-Bretanha    |
| Perseguição C1-3 detalhes            | Zeng Sini CHN China                                      | Simone Kennedy AUS Austrália                         | Allison Jones USA Estados Unidos                        |
| Perseguição C4 detalhes              | Susan Powell AUS Austrália                               | Megan Fisher USA Estados Unidos                      | Alexandra Green AUS Austrália                           |
| Perseguição C5 detalhes              | Sarah Storey GBR Grã-Bretanha                            | Anna Harkowska POL Polônia                           | Fiona Southorn NZL Nova Zelândia                        |

Misto
| Evento                          | Ouro                                     | Prata                                                              | Bronze                                                          |
| ------------------------------- | ---------------------------------------- | ------------------------------------------------------------------ | --------------------------------------------------------------- |
| Velocidade por equipes detalhes | Ji Xiaofei Liu Xinyang Xie Hao CHN China | Jon-Allan Butterworth Darren Kenny Richard Waddon GBR Grã-Bretanha | Joseph Berenyi Sam Kavanagh Jennifer Schuble USA Estados Unidos |

## Quadro de medalhas

### Estrada
| Ordem | País                | Medalha de ouro | Medalha de prata | Medalha de bronze |    |
| ----- | ------------------- | --------------- | ---------------- | ----------------- | -- |
| 1     | USA Estados Unidos  | 5               | 3                | 4                 | 12 |
| 2     | GER Alemanha        | 4               | 6                | 2                 | 12 |
| 3     | ITA Itália          | 4               | 3                | 3                 | 10 |
| 4     | GBR Grã-Bretanha    | 3               | 2                | 2                 | 7  |
| 5     | POL Polônia         | 2               | 3                |                   | 5  |
| 6     | AUS Austrália       | 2               | 2                | 2                 | 6  |
| 6     | SUI Suíça           | 2               | 2                | 2                 | 6  |
| 8     | IRL Irlanda         | 2               |                  | 2                 | 4  |
| 9     | UKR Ucrânia         | 2               |                  |                   | 2  |
| 10    | CHN China           | 1               | 2                | 3                 | 6  |
| 11    | AUT Áustria         | 1               | 1                | 2                 | 4  |
| 11    | CZE República Checa | 1               | 1                | 2                 | 4  |
| 11    | NED Países Baixos   | 1               | 1                | 2                 | 4  |
| 14    | ESP Espanha         | 1               | 1                | 1                 | 3  |
| 15    | CAN Canadá          | 1               |                  | 1                 | 1  |
| 16    | ISR Israel          |                 | 1                |                   | 1  |
| 16    | NZL Nova Zelândia   |                 | 1                |                   | 1  |
| 16    | ROU Romênia         |                 | 1                |                   | 1  |
| 16    | RSA África do Sul   |                 | 1                |                   | 1  |
| 20    | BEL Bélgica         |                 |                  | 1                 | 1  |
| 20    | FRA França          |                 |                  | 1                 | 1  |
| 20    | JPN Japão           |                 |                  | 1                 | 1  |
| 20    | RUS Rússia          |                 |                  | 1                 | 1  |
| 20    | SVK Eslováquia      |                 |                  | 1                 | 1  |
| TOTAL | TOTAL               | 32              | 32               | 32                | 96 |

### Pista
| Ordem | País                | Medalha de ouro | Medalha de prata | Medalha de bronze |    |
| ----- | ------------------- | --------------- | ---------------- | ----------------- | -- |
| 1     | GBR Grã-Bretanha    | 5               | 7                | 3                 | 15 |
| 2     | CHN China           | 5               | 1                | 3                 | 9  |
| 3     | AUS Austrália       | 4               | 2                | 2                 | 8  |
| 4     | USA Estados Unidos  | 1               | 2                | 2                 | 5  |
| 5     | ESP Espanha         | 1               | 1                | 2                 | 4  |
| 6     | NZL Nova Zelândia   | 1               |                  | 2                 | 3  |
| 7     | ROU Romênia         | 1               |                  |                   | 1  |
| 8     | GER Alemanha        |                 | 1                | 1                 | 2  |
| 8     | GER Alemanha        |                 | 1                | 1                 | 2  |
| 10    | CZE República Checa |                 | 1                |                   | 1  |
| 10    | IRL Irlanda         |                 | 1                |                   | 1  |
| 10    | POL Polônia         |                 | 1                |                   | 1  |
| 13    | ARG Argentina       |                 |                  | 1                 | 1  |
| 13    | FRA França          |                 |                  | 1                 | 1  |
| TOTAL | TOTAL               | 18              | 18               | 18                | 54 |

### Geral
| Ordem | País                | Medalha de ouro | Medalha de prata | Medalha de bronze |     |
| ----- | ------------------- | --------------- | ---------------- | ----------------- | --- |
| 1     | GBR Grã-Bretanha    | 8               | 9                | 5                 | 23  |
| 2     | USA Estados Unidos  | 6               | 5                | 6                 | 17  |
| 3     | AUS Austrália       | 6               | 4                | 4                 | 14  |
| 4     | CHN China           | 6               | 3                | 6                 | 15  |
| 5     | GER Alemanha        | 4               | 7                | 3                 | 14  |
| 6     | ITA Itália          | 4               | 3                | 3                 | 10  |
| 7     | POL Polônia         | 2               | 4                |                   | 6   |
| 8     | ESP Espanha         | 2               | 2                | 3                 | 7   |
| 9     | SUI Suíça           | 2               | 2                | 2                 | 6   |
| 10    | IRL Irlanda         | 2               |                  | 2                 | 4   |
| 11    | UKR Ucrânia         | 2               |                  |                   | 2   |
| 12    | NED Países Baixos   | 1               | 2                | 3                 | 6   |
| 13    | CZE República Checa | 1               | 2                | 2                 | 5   |
| 14    | AUT Áustria         | 1               | 1                | 2                 | 4   |
| 14    | NZL Nova Zelândia   | 1               | 1                | 2                 | 4   |
| 16    | ROU Romênia         | 1               | 1                |                   | 2   |
| 17    | CAN Canadá          | 1               |                  | 1                 | 1   |
| 18    | IRL Irlanda         |                 | 1                |                   | 1   |
| 18    | ISR Israel          |                 | 1                |                   | 1   |
| 18    | RSA África do Sul   |                 | 1                |                   | 1   |
| 21    | FRA França          |                 |                  | 2                 | 2   |
| 22    | ARG Argentina       |                 |                  | 1                 | 1   |
| 22    | BEL Bélgica         |                 |                  | 1                 | 1   |
| 22    | JPN Japão           |                 |                  | 1                 | 1   |
| 22    | RUS Rússia          |                 |                  | 1                 | 1   |
| 22    | SVK Eslováquia      |                 |                  | 1                 | 1   |
| TOTAL | TOTAL               | 50              | 50               | 50                | 150 |